# Brezje pri Lipoglavu
Brezje pri Lipoglavu este o localitate din comuna Ljubljana, Slovenia, cu o populație de 67 de locuitori.